# بوستون بیر
بوستون بیر (انگلیسی: Boston Beer) شرکت نوشیدنی آمریکایی است، که در سال ۱۹۸۴ توسط جیم کوچ تأسیس شد.